# A6 (Italië)
De A6 of La Verdemare is een autosnelweg in het noorden van Italië tussen de stad Turijn en de ruim 130 kilometer zuidelijker gelegen aansluiting op de A10 bij het plaatsje Savona aan de Ligurische Zee. Op het deel door de Ligurische Alpen, de ongeveer 40 kilometer tussen Ceva en de Ligurische Zee, volgen de beide rijrichtingen elk een eigen tracé. De E717 loopt over de gehele lengte met de A6 mee.

## Geschiedenis

### Aanleg
Autofabrikant FIAT wilde begin jaren 50 van de 20e eeuw de automobiliteit van de Italianen bevorderen en nam het initiatief voor de oprichting van SPASIS (Società per azioni sviluppo iniziative strade), een vennootschap met lokale instellingen uit Turijn als aandeelhouders. Deze vennootschap werkte een voorstel uit voor een autosnelweg tussen Turijn en de kust. Voor de realisatie van het project werd op 5 juni 1956 de Autostrada Ceva Savona S.p.A. opgericht, met FIAT als meerderheidsaandeelhouder aangevuld met talrijke andere bedrijven en instellingen uit Turijn als aandeelhouder.
De weg werd stapsgewijs aangelegd met als eerste deel het 42 km lange traject Savona-Ceva dat op 27 januari 1960 werd geopend, dat feitelijk eindigde bij Priero. Het was als eerste autosnelweg in Europa door de bergen, een jaar vóór het Apennijnentraject van de Autostrada del Sole, een gedurfd en complex project.  Er werden 129 viaducten, samen goed voor 11 km, en 23 tunnels gebouwd. Om kosten te besparen werden zoveel mogelijk de valleien gevolgd, het gevolg was dat het traject ten noord-westen van de Monte Baraccone heel kronkelig was. Het hoogteverschil van de Monte Baraccone werd overbrugd met een spiraalvormige route. Bovendien werd de hoofdweg aangelegd met een enkele rijbaan van 10,50 meter breed met drie rijstroken, een per richting en de middelste om afwisselend in beide richtingen in te halen. Desondanks kostte het project destijds 11,7 miljard lire.
De toegang tot de weg liep via twee tolpleinen, één in Zinola, aan de bergzijde van de geplande aansluiting op de A10, en één in Priero. De tolheffing was nogal ingewikkeld; De automobilist moest bij de ingang de bestemming aangeven en betalen. Hiervoor werd een papieren bonnetje in tweevoud afgegeven, waarvan er één bij de afrit moest worden ingeleverd. De oorspronkelijke tol bedroeg 200 lire voor een kleine auto op de hele route. Aanvankelijk waren er vier tolpoorten onderweg, Altare (het enige van de genoemde tolpoorten dat nog in beide richtingen wordt gebruikt), Carcare (sinds 31 juli 1971 buiten gebruik), Millesimo (sinds 6 november 2000 alleen nog in de richting van Savona, al zijn er keerlussen aangelegd voor de toegang vanuit/richting Turijn) en Montezemolo (sinds 4 augustus 1995 buiten gebruik).
In de zomer van 1963 begonnen met de bouw van het 35,5 km lange traject tussen Priero en Fossano. De noordflank van de Ligurische Alpen waar het traject doorheen loopt kent brede en diepe dalen van de talrijke riviertjes en beken (Tanaro, Corsaglia, Ellero, Branzola, Pesio en Mondalavia) die overbrugd moesten worden. Hiervoor werden 23 viaducten gebouwd met een gezamenlijke lengte van 10 km, waarvan er drie meer dan een kilometer lang en tot vijftig meter hoog waren. Het traject tussen Priero en het nieuwe tolplein van Fossano werd op 29 september 1965 geopend. Net als het eerste deel van de weg was er sprake van een enkele rijbaan met drie rijstroken en afwisselend inhalen, al waren de bruggen en de bermen breed genoeg gehouden voor een toekomstige ombouw, die in 1970 gereed zou zijn, naar gescheiden rijbanen. De enige tunnel op het traject, de Gai dei Montitunnel, tussen Mondovì en het Santuario di Vicoforte werd meteen  gebouwd met een dubbele buis en vormde decennialang het enige, zeer korte gedeelte dat in de provincie Cuneo was voorzien van gescheiden rijbanen. De opening van het traject tussen Priero en Fossano betekende ook de sluiting van het tolplein en de aansluiting bij Priero, en de opening van de tussenliggende tolpoorten Ceva, Niella Tanaro, Santuario di Vicoforte, Mondovì en Carrù. De totale kosten bedroegen destijds 17 miljard lire, en de aanvankelijke tol tussen Fossano en Savona bedroeg 400 lire voor een kleine auto.
Op 29 september 1965 werd ook de 6 km lange raccordo per Fossano, een tweebaansweg die het tolplein met Fossano verbindt via een brug over de Stura di Demonte, geopend. 
In het voorjaar van 1968, toen het bedrijf op het punt stond de concessie te verkrijgen voor de aanleg van het resterende deel tussen Fossano en Turijn, veranderde het zijn naam in Autostrada Torino Savona S.p.A. Kort daarop begon de aanleg en het makkelijkst te bouwen vlakke gedeelte tussen La Rotta, een later gesloten tolpoort bij het gelijknamige kasteel ongeveer 5 km ten zuiden van Moncaliere, en Marene werd op 27 mei 1970 geopend. Het 32 km lange traject omvatte de eerste 11,5 km van de hele snelweg met gescheiden rijbanen tussen La Rotta en het nieuwe tolplein met afrit bij Carmagnola. Het deel tussen Carmagnola en Marene kende een rijbaan met twee rijstroken en werd op 25 juli 1970 verlengd tot Fossano. Het vlakke traject tussen Marene-Fossano van slechts 15 km kostte meer dan zes miljard lire door het 2,7 km lange en 80 meter hoge viaduct over de Stura-vallei; het is nog steeds het grootste bouwwerk van de hele snelweg en was destijds een van de grootste viaducten in Europa. In de zomer van 1971 werd de 5 km met gescheiden rijbanen tussen La Rotta en San Paolo di Moncalieri geopend, inclusief het klaverblad bij de zuidelijke ringweg van Turijn, die toen nog in aanbouw was. Ten slotte werd op 26 juli 1972 het zogenaamde "Moncalieri-viaduct" geopend, dat het knooppunt San Paolo met Turijn verbond (tegenwoordig maakt dit gedeelte deel uit van de snelweg A55 - ringweg van Turijn). Hiermee was de weg tussen Turijn en Savona doorgaand berijdbaar, zij het vrijwel volledig met één rijstrook. 

#### De Fiat proefbaan
In 1972 kwam ook de tweede rijbaan, de westelijke, gereed tussen Carmagnola en verzorgingsplaats Rio Coloré Ovest. Deze werd echter niet opengesteld voor het openbaar verkeer, maar uitsluitend door FIAT gebruikt als proefbaan voor hoge snelheden. De proefritten begonnen 3 km ten zuiden van de aansluiting Carmagnola en eindigden 13 km zuidelijker op het eindplein, dat nog steeds bestaat, pal ten noorden van verzorgingsplaats  Rio Coloré Ovest. Onderweg was er een plein voor technische controles, dat eveneens nog bestaat, bij km-paal 25,4 waar de Strada communale Tagliata de A6 kruist. Op deze proefbaan haalde testcoureur Claudio Maglioli met een Lancia LC2 de recordsnelheid voor het model van 387 km/u tijdens de voorbereiding op de 24 uur van Le Mans. Ook de Groep 5-circuitversie van de Lancia Stratos werd op dit circuit getest. 

### Snelweg des Doods
Al tijdens de aanleg van het deel tussen Fossano en Turijn was de ontoereikendheid van het enkelbaanstraject duidelijk geworden, met name van het bergtraject tussen Priero en Savona dat eind jaren 50 van de 20e eeuw was aangelegd en gekenmerkt werd door steile hellingen en zeer scherpe bochten, zelfs in tunnels. Door het afwisselend inhalen op de middenstrook, de grote hoeveelheid zware voertuigen met zeer lage snelheid bergopwaarts en het ontbreken van een afscheiding tussen de rijrichtingen, kwamen frontale botsingen tussen auto's veelvuldig voor, vaak met dodelijke afloop voor de inzittenden. In 1971 vonden er 91 ongevallen plaats, waarvan drie met dodelijke afloop. Om deze redenen kreeg de A6 de bijnaam "Snelweg des Doods".
De geleidelijke verdubbeling van de weg werd daarom direct gepland, te beginnen bij Savona. Reeds op 1 juni 1971 werd de verplaatsing van het tolplein aan de kust bij Zinola naar Altare voltooid, waar het mogelijk was een grotere tolpoort te bouwen, die al was ontworpen voor de weg met gescheiden rijbanen. De aansluitingen Altare en Carcare werden op 31 juli 1971 gesloten en vervangen door de nieuwe afrit Altare-Carcare, gelegen nabij het nieuwe tolplein.
Intussen vertoonde de oorspronkelijke route ook zijn grenzen wat betreft de orografie van het land, in 1972 bleef het gedeelte tussen Ceva en Montezemolo anderhalve maand gesloten vanwege een viaduct dat door een aardverschuiving was beschadigd.
In mei 1973 begonnen de werkzaamheden aan de verdubbeling tussen Savona en Altare-Carcare, waarmee een nieuwe rijbaan van 15 km richting Turijn werd gecreëerd, volledig onafhankelijk van de vorige, met drie rijstroken, veel minder bochtig, met veel ruimere boogstralen en vlakkere en regelmatigere hellingen. Het was een duur en imposant werk, waarvan een derde in een tunnel en een derde op viaducten, waaronder één van meer dan 90 meter hoog. Het nieuwe gedeelte werd in twee stappen geopend, op 25 mei 1976 het gedeelte tussen de kruising Volte di Quiliano en Altare, en op 7 oktober 1976 het gedeelte tussen Savona en Volte.
Intussen was het politieke klimaat echter veranderd en leidden de economische en energiecrisis eerst tot een beperking en vervolgens, met wet 492 uit 1975, tot een verbod op de aanleg van nieuwe snelweggedeelten. Bovendien wilden de particuliere eigenaren van de snelweg niet de aanzienlijke bedragen investeren die nodig waren voor de volledige verdubbeling, bij gebrek aan overheidsstimulansen en voldoende winstvooruitzichten.
Daarom werden de werkzaamheden, nadat het gedeelte tussen Savona en Altare was voltooid, gestaakt. Aan de ongevallen kwam helaas geen einde, met een toenemend aantal doden tot meer dan één per maand. Uiteindelijk, na wederom een zeer ernstig ongeval met zes slachtoffers, beval de rechter per 15 juli 1980 de afsluiting van het traject Ceva-Altare voor verkeer richting Savona. Hierdoor was er sprake van eenrichtingsverkeer en het verkeer richting zee werd omgeleid over de parallelle SS 28 bis. Na het daaruit voortvloeiende ongemak en de protesten van de lokale bestuurders werd de snelweg op 1 oktober 1980 voor beide richtingen heropend nadat de centrale inhaalstrook voor het gehele berggedeelte tussen Priero en Altare was vervangen door verdrijvingsstrepen, met een gelijktijdige verlaging van de maximumsnelheid naar 70 km/u.
Deze maatregel was zeer effectief voor het verbeteren van de veiligheid en had een daling van het aantal ongevallen met 70% tot gevolg. De doorstroming leed er echter wel onder omdat er in feite een zeer lang stuk van meer dan 25 km waar inhalen volledig verboden was ontstond. Hierdoor moesten auto's in konvooi stapvoets achter zware voertuigen aanrijden. Het was duidelijk dat deze situatie onhoudbaar was en dat er grote investeringen nodig waren voor een echte verdubbeling. Eigenaar FIAT was echter niet bereid om het geld op tafel te leggen en dus riepen meerdere partijen op tot nationalisatie van de snelweg.

### Nationalisatie en verdubbeling
Na protesten en een actie van lokale politici keurde het parlement op 12 augustus 1982 Wet 531/82 goed, waarvan artikel 11 specifiek was gewijd aan de A6. Deze wet gaf het bedrijf Autostrade, destijds volledig in overheidshanden, toestemming om ten minste 70% van Autostrada Torino Savona S.p.A. te kopen voor de helft van de nominale waarde en vervolgens, in afwijking van de wetten die de aanleg van nieuwe snelwegen verboden, over te gaan tot een volledige verdubbeling van de gehele snelweg. De operatie werd gefinancierd met een initiële toewijzing van 20 miljard lire. Tussen januari en februari 1983 werden de aandelen van het snelwegbedrijf door de bedrijven van de FIAT-groep verkocht aan Autostrade, waarmee de nationalisatie van de A6 werd voltooid, Autostrada Torino-Milano en de stad Turijn bleven minderheidsaandeelhouders. 
De daaropvolgende jaren werden besteed aan de uitwerking van het project voor de verdubbeling, maar op het nieuwe openbare terrein werden verbeteringswerkzaamheden aan de bestaande weg uitgevoerd. In juli 1984, na vier jaar absoluut verbod, gaf de rechterlijke macht toestemming voor de heropening, tussen Priero en Altare, van drie inhaalstroken voor elke richting, elk enkele honderden meters lang, om het probleem van lange rijen auto's stapvoets achter vrachtwagens te verlichten. Op 19 juni 1986 maakte de samenvoeging van de twee tolgedeelten van de A10, met de afschaffing van de tolpleinen Feglino en Savona-Legino, het noodzakelijk om het knooppunt Zinola, dat de A10 met de A6 verbond, om te bouwen door de plaatsing van een nieuw tolhuis tussen de twee snelwegen bij Savona.
Intussen verliep de vaststelling van het verdubbelingsproject stroef door vertraging als gevolg van bureaucratie en protesten. De gemeenten uit de provincies Cuneo en Savona die eerst hadden geprotesteerd tegen de ongemakken van het bestaande traject liepen nu te hoop tegen de voorstellen voor de verdubbeling van het traject. Het verkeer richting Savona kwam in een tunnel onder Montezemolo terwijl het niet mogelijk was om het bestaande tolhuisje, mede door de ligging in de bergen, aan te sluiten op het nieuwe tracé. De 250 inwoners wilden hun aansluiting op de snelweg echter niet kwijt en hielden het project met lange juridische procedures in de tang. Het tolhuisje bleef staan maar de op/afrit werd op 4 augustus 1995, ook voor de richting Turijn buiten gebruik gesteld. In Millesimo wilden bewoners van een secundaire weg geen hoog viaduct boven hun huizen. Milieuactivisten en liefhebbers van plaatselijke geschiedenis protesteerden tegen mogelijke aantasting van megalithische overblijfselen in het gebied Bric Tana. Verder naar het noorden waren er protesten tegen de afschaffing van het tolhuisje Santuario di Vicoforte, hoewel het zich slechts 4 km van dat van Mondovì bevond, en tegen veronderstelde plannen om het aantal afritten te verminderen. Uiteindelijk werden bijna alle verzoeken tot wijzigingen in het project afgewezen, maar dit ging ten koste van nog meer jaren van vertraging en dodelijke ongevallen.
Op 27 januari 1988 werd de nieuwe overeenkomst tussen de snelwegmaatschappij en ANAS ondertekend. In de zomer en de herfst werden de eerste aanbestedingen voor het prioritaire gedeelte, tussen Priero en Altare, doorlopen en gegund. De eerste bouwplaatsen gingen in juli 1989 open en de oplevering was gepland voor eind 1991, maar de overheidsfinanciering van honderden miljarden lire, die volgens de overeenkomst de kosten moest dekken, liet op zich wachten, waardoor de werkzaamheden werden stilgelegd. Een toewijzing in het voorjaar van 1990 maakte het mogelijk om de bouwwerkzaamheden op de twee trajecten tussen Priero en Rivere di Roccavignale respectievelijk tussen Montecala di Cosseria en Altare te hervatten, maar twee jaar later was het door de staat beloofde geld nog steeds niet betaald, waardoor de duur van de werkzaamheden werd verlengd en twijfel ontstond over de daaropvolgende verdubbeling van het traject tussen Priero en Fossano, dat gerealiseerd zou worden door een eenvoudige verbreding van de bestaande rijbaan. Gelukkig maakte een nieuwe belofte van de staat van 500 miljard lire het in augustus 1993 mogelijk om de werkzaamheden opnieuw te versnellen en terug te keren naar het project van volledige verdubbeling.
De snelwegmaatschappij probeerde de werkzaamheden zoveel mogelijk met eigen middelen te bekostigen. Mede daarom werd voor de tolheffing per 6 mei 1991 overgegaan op betaling bij het verlaten van de weg, zoals gebruikelijk op nieuwere snelwegen, in plaats van bij het oprijden. Tevens werd van de gelegenheid gebruik gemaakt om de tol voor de meeste gebruikers te verdubbelen[52]. Ondanks de verhoging werd de maximumsnelheid met ingang van 10 augustus 1992 verlaagd naar 90 km/u op de rest van het enkelbaansgedeelte, tussen Carmagnola en Priero, en op de afdaling van Altare naar Savona, aangezien het volgens de aanstaande wijziging van de Wegenverkeerswet niet langer mogelijk was deze gedeelten als autosnelweg te classificeren. Bovendien veroorzaakte een overstroming op 22 september 1992 de instorting van het Tascé-viaduct, op de oude rijbaan tussen Altare en Savona, waardoor het verkeer negen maanden lang over het nieuwe viaduct moest worden omgeleid, met slechts één rijstrook in elke richting, met lange files tot gevolg. 
Intussen had FIAT begin 1992 ingestemd met het afstaan van zijn proefbaan aan de autosnelweg.
waardoor de verdubbeling van het traject tussen Carmagnola en de verzorgingsplaats Rio Coloré (net ten noorden van de afrit Marene) met zeer weinig kosten en tijd mogelijk werd. Dit 16 km lange traject werd op 23 december 1992 voor het verkeer geopend, het eerste in zestien jaar, bijna tien jaar na de nationalisatie die een snelle verdubbeling had moeten garanderen. De 4 km  tussen Rio Coloré en Marene volgden op 2 augustus 1995. 
Op 18 december 1993, twee jaar later dan gepland, werd de verdubbeling tussen Altare en Montecala (9 km) eindelijk geopend; een nieuwe weg, vrijwel in een rechte lijn aangelegd over viaducten en tunnels, die voornamelijk in de richting van Turijn werd gebruikt, met uitzondering van de twee kilometer naast de tolpoort van Altare. Voor het 10 km lange traject tussen Priero en Rivere, dat meerdere keren vertraging opliep, moest men wachten tot 4 augustus 1995; het was bedoeld voor de klim naar Savona, en de opening ervan leidde tot de definitieve sluiting van de afrit Montezemolo. 
Vanaf het voorjaar van 1994 werd begonnen met het ontwerpen en aanbesteden van de overige trajecten met nog steeds één rijbaan, te beginnen met de eenvoudigste trajecten, tussen Marene en het bruggenhoofd van het Stura-viaduct, ten noorden van Fossano, en tussen Mondovì en Priero. Het traject tussen Rivere en Montecala liet op zich wachten vanwege de aanhoudende tegenstand van de gemeente Millesimo, en het de verdubbeling van het traject tussen Mondovì en het Stura-viaduct kostte vanwege de vele grote viaducten veel tijd en geld.
De verdubbeling voltrok zich met horten en stoten, enkele kilometers hier en enkele kilometers daar, wat tot nieuwe gevaren leidde: bij elke overgang van een verdubbeld traject naar een traject met één rijbaan ontstonden er, bij slecht weer, zeer lange files en ongevallen. Op 16 april 1996 werd de 4 km lange vlakke weg tussen Marene en het Stura-viaduct geopend. Na de definitieve sluiting van de afrit Santuario di Vicoforte werd, tussen december 1997 en september 1998, het gedeelte tussen Priero en de Gai dei Monti-tunnel, direct ten zuiden van Mondovì, stapsgewijs geopend zodat het traject met gescheiden rijbanen, achtentwintig jaar na de aanvankelijk aangekondigde opening in 1970, alsnog werd gerealiseerd.
Intussen werd  begin 1997 begonnen met de bouw van het tweede viaduct over de Stura, wederom het indrukwekkenste werk aan de hele snelweg, en in december 1997 werden de bouwplaatsen voor het langverwachte sluitstuk bij Millesimo geopend. Het duurde echter nog eens vier jaar voordat de verdubbeling van de hele snelweg was voltooid.

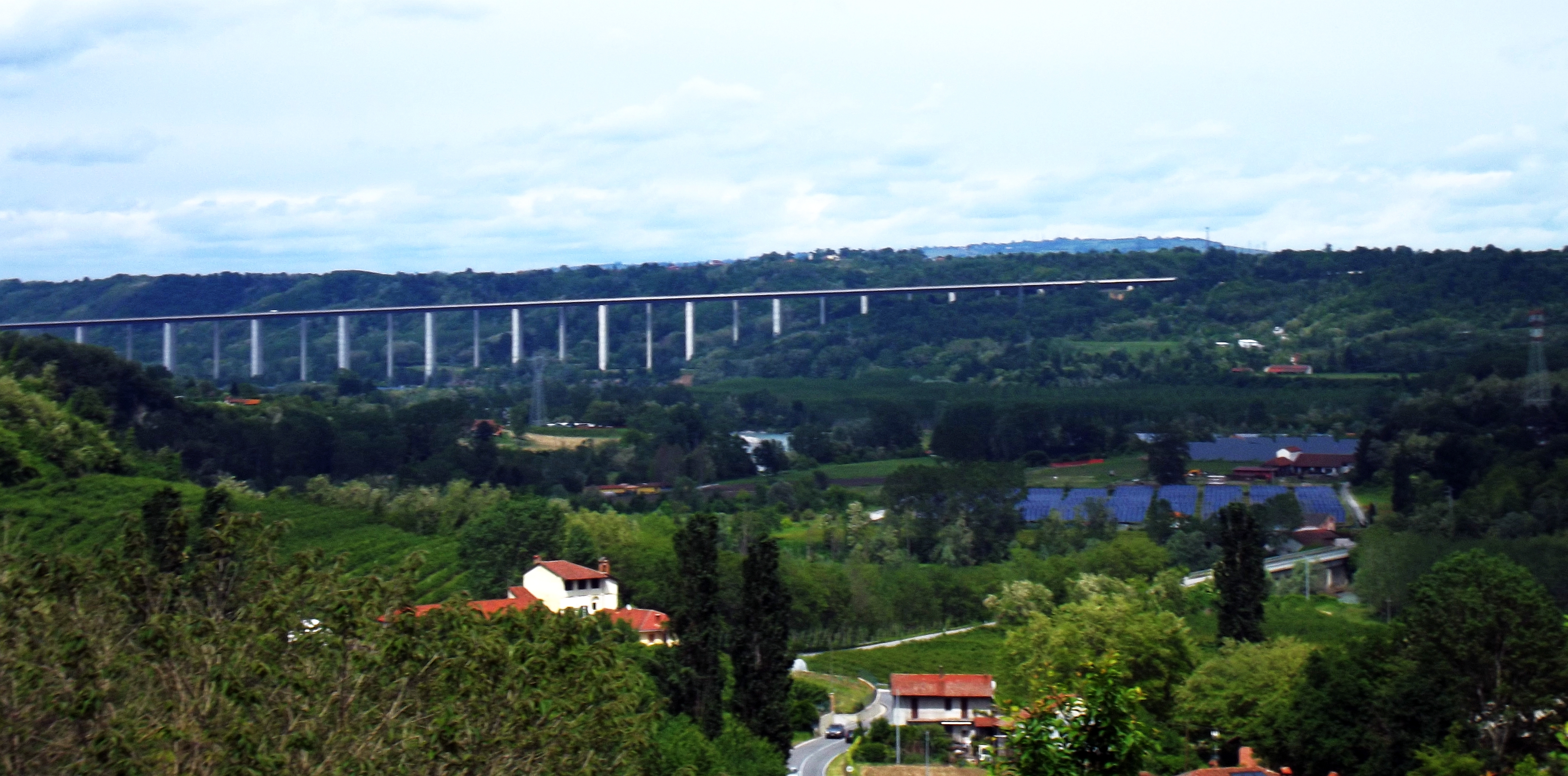
Het Franco Romano viaduct na de verdubbeling

Op 31 juli 1999 werd de verdubbeling van het Stura-viaduct tot aan de afrit Fossano ingehuldigd. De brug werd genoemd naar Carabinieri-generaal Franco Romano, die enkele maanden eerder bij een ongeval was omgekomen. Op 19 april 2000, na een nieuwe ombouw van het knooppunt Zinola tussen de A6 en de A10, werd het tolplein van Altare buiten gebruik gesteld. Hierdoor verdwenen de tolhuisjes tussen de twee snelwegen en werd de A6 geïntegreerd in de rest van het Italiaanse snelwegennet.
Op 6 november 2000, negen jaar na de oorspronkelijk aangekondigde datum, werd het 6 km lange gedeelte tussen Rivere en Montecala geopend. Daarmee werd de verdubbeling van het bergachtige en oudste gedeelte voltooid, ruim veertig jaar na de ingebruikname. Het oude deel wordt sindsdien voor de richting Savona en de op/afritten bij Millesimo voor de richting Turijn werden buiten gebruik gesteld. De aansluiting voor de richting Turijn bleef indirect bestaan door een keerlus aan de zuidkant en een verbindingsweg aan de noordkant op enkele kilometers van de afrit.
Op 14 juni 2001 werden de gescheiden rijbanen tussen Fossano en Carrù in gebruik genomen, inclusief de voorbereidingen voor de aansluiting op de toen geplande aftakking van de A33 richting Cuneo. Op 4 augustus 2001 werd twee kilometer rond de afrit Mondovì geopend en ten slotte werden op 12 november 2001 de laatste vier kilometer tussen de Gai dei Monti-tunnel, Mondovì en Carrù met veel ceremonieel geopend, inclusief de twee grote viaducten over de rivieren Ellero en Pesio. Bij deze gelegenheid, in een poging zich te bevrijden van de naam "snelweg des doods", werd de A6 officieel omgedoopt tot "de Verdemare".

### Privatisering en de periode tot 2020
Op 9 maart 2000 werd het volledige Autostrade-bedrijf geprivatiseerd en kwam het in handen van een consortium onder leiding van de familie Benetton. Daarmee keerde ook de A6, na zeventien jaar in overheidshanden te zijn geweest, terug in particulier bezit.
Op 15 november 2000 was de snelweg het toneel van een sensationeel nieuwsbericht: Edoardo Agnelli, zoon van de advocaat en erfgenaam van FIAT, overleed na een val van het Franco Romano-viaduct.
Na voltooiing van alle verdubbelingswerkzaamheden eind 2001 werd de A6 een snelweg met normale normen en ongevallencijfers. De oude rijbaan die is aangelegd in de jaren 50 en die nog steeds in één richting wordt gebruikt, kent in het berggedeelte nog steeds zeer krappe bochten, hetgeen dwingt tot een snelheidsbeperking tot wel 70 km/u op sommige delen. De geleidelijke veroudering van de infrastructuur begon zich ook snel te manifesteren, zo werd in april 2003 het gedeelte tussen Millesimo en Altare enkele dagen afgesloten vanwege de instorting van een viaduct.
De enige wijzigingen in het eerste decennium van de 21e eeuw waren de aansluitingen op de in aanbouw zijnde snelweg A33 Asti-Cuneo. In juli 2005 werd, samen met de eerste kilometers van deze snelweg, de nieuwe afrit richting Cuneo geopend, net ten noorden van de afrit Carrù, in de regio Massimini. Op 18 juni 2007 werd de afrit Marene aangepast, die in plaats van naar gewone wegen te leiden nu naadloos aansluit op het eerste deel van de A33 richting Asti. Voor het verkeer tussen het tolhuis van Marene en Marene, Savigliano, Saluzzo, Fossano en Cuneo aan de westkant van de A6 betekende dit dat ze om 3 km naar het westen te rijden en vervolgens bij de eerste afrit af te slaan en terug te rijden over de A33 respectievelijk de provinciale weg. Onder meer hierom werd  de afgelopen jaren gesproken over een mogelijk nieuw knooppunt "Fossano Nord", gelegen ten noorden van het viaduct over de Stura en verbonden met de ringweg van Fossano, tot op heden zijn deze plannen nog niet gerealiseerd.
In de nacht van 2 op 3 december 2005, na hevige sneeuwval en slippende vrachtwagens, zaten honderden mensen urenlang vast in hun auto's in de vrieskou en werden uiteindelijk gered door de Civiele Bescherming. Na deze gebeurtenis werd de gewoonte ingevoerd om tijdens sneeuwval sneeuwploegen in een optocht met zeer lage snelheid naar het berggedeelte te sturen, waardoor de voertuigen gedwongen werden stapvoets te rijden.
In juni 2010 werden op de A6 snelheidscontrolesystemen geïnstalleerd, op twee trajecten per richting.
In februari 2012 verleende de Autostrade-groep, als onderdeel van een complexe industriële overeenkomst, SIAS, eigendom van de familie Gavio, de mogelijkheid om Autostrada Torino Savona S.p.A. over te nemen voor 223 miljoen euro. De optie werd uitgeoefend en op 15 november 2012 wisselde de A6 van eigenaar. Op 1 november 2017 werd Autostrada Torino Savona S.p.A. opgenomen in Autostrada dei Fiori S.p.A., de concessiehouder van de snelweg A10, eveneens eigendom van de Gavio-groep, zodat na 61 jaar de A6 ophield te bestaan als zelfstandig bedrijf.
Intussen is de veroudering van de in de jaren 50 en 60 gebouwde structuren steeds zichtbaarder geworden, wat herhaaldelijk tot onrust op sociale media leidt. Tussen 2014 en 2019 heeft de concessiehouder desalniettemin een grote renovatie of volledige structurele heraanleg van de oudste rijbaan en van enkele belangrijke viaducten uitgevoerd, waaronder die over de Stura.
Begin 2019 is, als gevolg van de algemene daling van de brandstofverkoop op de snelweg, een decreet uitgevaardigd om vijf verzorgingsplaatsen te sluiten, ondanks hun economische activiteit. Twee daarvan (Rio Coloré ovest en Mondovì ovest) zijn echter bekend en worden veel bezocht vanwege hun gastronomische en toeristische diensten, en na protesten uit de omgeving mochten ze openblijven.
Op 24 november 2019 werd de snelweg opnieuw geblokkeerd door een aardverschuiving waardoor het viaduct Madonna del Monte, net ten noorden van Savona, instortte op de oudere rijbaan. Na een paar dagen werd de snelweg heropend, waarbij beide rijrichtingen werden omgeleid naar de nieuwe rijbaan en een systeem voor het bewaken van aardverschuivingen werd geïnstalleerd. Het ingestorte viaduct werd herbouwd en op 21 februari 2020 ingehuldigd.

## Verkeer
Sinds 2001 heeft de A6 Turijn-Savona, bekend als La Verdemare, over de volle lengte gescheiden rijbanen met kenmerken en veiligheidsniveaus die vergelijkbaar zijn met die van de belangrijkste Italiaanse snelwegen.
Het vormt de belangrijkste verbinding tussen West-Piëmont en Ligurië, en meer in het algemeen tussen de westelijke Alpen en de Middellandse Zeekust. De weg wordt gebruikt door een aanzienlijke stroom vrachtverkeer tussen de haven van Savona, de Ponente en de Franse Rivièra aan de zuidkant en Turijn en de Alpentunnels aan de noordkant. Het toeristisch verkeer omvat, met name in de zomer, het verkeer vanuit Piëmont en Valle d'Aosta richting de Riviera di Ponente en de Franse Rivièra; en, met name in de winter, het verkeer vanuit Ligurië richting de skigebieden in de provincie Cuneo. 
De weg loopt door dunbevolkt gebied, vooral rond de grens tussen Piëmont en Ligurië. Vanuit Turijn, na ongeveer 40 km vrijwel recht naar het zuiden door vlak terrein, kom je herhaaldelijk brede valleien tegen die worden overgestoken met lange en hoge viaducten, tot je Mondovì bereikt. Van daaruit zie je de eerste uitlopers van de Ligurische Alpen, en de route buigt af naar het oosten door steeds ruiger terrein.
Het eigenlijke berggedeelte begint na Ceva, om de bergen over te steken en af te dalen naar de kust volgen de twee rijbanen elk een eigen tracé die elkaar op slechts zes plaatsen ontmoeten, vaak als ongelijkvloerse kruising. De "oude" rijbaan, ontworpen en aangelegd in de jaren 50, volgt een veel langer en bochtiger tracé en is over het algemeen bestemd voor de afdaling, terwijl de "nieuwe" rijbaan, aangelegd in de jaren 70 (Altare-Savona) en 90 (Ceva-Altare), enkele kilometers korter is, meestal recht of met zeer ruime bochten, bijna volledig over lange viaducten en door tunnels loopt. Deze “nieuwe” rijbaan is over het algemeen bestemd voor de opgaande richting.
De eerste, hoogste oversteekplaats is Montezemolo (in een tunnel, op ongeveer 620 m boven zeeniveau op de nieuwe rijbaan en 680 m op de oude), waar de weg van het Tanaro-bekken naar het Bormida-bekken loopt. Na de bijna onafgebroken afdaling richting Millesimo en Altare passeert de snelweg de Cadibona-heuvel (435 m), de waterscheiding tussen Ligurië en de Povlakte, maar ook het conventionele scheidingspunt tussen de Alpen en de Apennijnen. Hoewel het stuk tussen Ceva en Savona traditioneel het "Apennijnen-gedeelte" wordt genoemd, loopt het zelfs op snelwegborden grotendeels langs de kant van de Alpen. Het hoogteverschil tussen de Cadibona-heuvel en de zee wordt overbrugd in minder dan 14 km, met een gemiddeld stijgingspercentage van meer dan drie procent. Met name het oudste tracé, dat tegenwoordig richting zee wordt gebruikt, is extreem bochtig, met onder meer de enige spiraalvormige bocht op alle Italiaanse snelwegen, en heeft een maximumsnelheid die daalt tot 70 km/u. Het is echter ook een schilderachtige en spannende route om te rijden.
Ondanks de geringe hoogte, zorgt de nabijheid van de zee en de eerste toppen van de Alpen ervoor dat het berggebied onderhevig is aan hevige neerslag, zelfs sneeuw in de wintermaanden. Het terrein is zeer ruig, waardoor de snelweg gevoelig is voor schade en onderbrekingen door aardverschuivingen en overstromingen (de laatste keer in november 2019).
De snelweg is direct en zonder onderbreking verbonden met de snelwegen A10 Genova-Ventimiglia, bij de haven van Savona, en de A33 Asti-Cuneo, die tussen Marene en Carrù ongeveer twintig kilometer van de A6 gebruikt om beide delen te verbinden. Naar het noorden, na het passeren van het tolplein van Carmagnola, gaat de snelweg ononderbroken verder in de Moncalieri-tak van de A55, de ringweg van Turijn, bij het klaverblad dat deze verbindt met het hoofdgedeelte van de A55 en  met de A21 Torino-Piacenza-Brescia.

### Trajectcontrole
Op twee gedeelten van elke rijbaan wordt de gemiddelde snelheid gecontroleerd door het Tutor-systeem, geïnstalleerd tussen de tolpoorten Carmagnola en Marene (beide rijbanen), nabij Priero (alleen richting Turijn) en Quiliano (alleen richting Savona). De effectiviteit van het systeem op het gedeelte Carmagnola-Marene, een overwegend rechte route, wordt beperkt door de aanwezigheid van de verzorginsplaats Rio Coloré in het meetvak.

### Aftakking van Fossano
De 6,1 km lange aftakking van Fossano (A6 Raccordo per Fossano ), is weliswaar een eenbaansweg met slechts twee rijstroken, maar heeft de groene begin- en eindborden van een snelweg. Daarnaast heeft het knooppunt extra panelen die de viaducten markeren met het symbool van de snelweg A6. Dit knooppunt is ook geclassificeerd als aftakking D06 volgens de interne nummering van de Autostrade per l'Italia.
Het Wetgevend besluit nr. 461 van 29 oktober 1999 heeft de aftakking opgenomen in het snelwegennet van nationaal belang en geclassificeerd als A6.

## Heliostaten
In 1996 werden bij enkele tunnels bij wijze van proef heliostaten geplaatst voor  natuurlijke verlichting. Grote spiegels van meer dan 10 m² werden aan de zijkant van de weg of erboven geplaatst en gedurende de dag continu elektronisch gestuurd bewogen, zodat ze altijd zonlicht naar de ingang van de tunnels reflecteerden. Het doel was om de tijdelijke blindheid van automobilisten, kenmerkend voor de overgang van licht naar duisternis wanneer een voertuig een tunnel inrijdt, te verminderen. In de praktijk werd de tunnelingang wel verlicht, maar werden automobilisten verblind door het licht dat weerkaatste in achteruitkijkspiegels van de voorliggers.
Naar aanleiding van talrijke klachten van automobilisten bracht het programma "Le Iene" op 30 april 2007 een verslag uit waarin het probleem werd aangekaart. In dit verslag werd ook de persoon die verantwoordelijk was voor de installatie van het systeem geïnterviewd. Deze beloofde maatregelen te nemen om het systeem zelf te verbeteren.
Volgens een niet-geverifieerde bron kostte de installatie ongeveer 2 miljard dollar en werd deze uitgevoerd in het kader van een Europees project.